# Saint-Germain-de-la-Rivière
Saint-Germain-de-la-Rivière é uma comuna francesa na região administrativa da Nova Aquitânia, no departamento da Gironda. Estende-se por uma área de 4,3 km². Em 2010 a comuna tinha 393 habitantes (densidade: 91,4 hab./km²).